# 7つの幻想曲
『7つの幻想曲』（ななつのげんそうきょく、作品116）は、ヨハネス・ブラームスが作曲したピアノ曲集。『幻想曲集』とも称される。1879年に作曲した『2つのラプソディ』以来12年ぶりのピアノ曲であった。

## 概要
1892年の夏に作曲された作品で、7曲のうちのいくつかは既に書き上げられたと推測される。当作品に続いて同年の夏までに作品117（『3つの間奏曲』）、作品118（『6つの小品』）、作品119（『4つの小品』）の3つの曲集を作曲している。
作曲当時、エリーザベト・フォン・ヘルツォーゲンベルクや6月に姉を亡くすなど友人や身内の死に衝撃を受け、作品には暗く沈んだ気分が反映されており、晩年における孤独と諦念の心象を独特に描き出した作品の世界を形成している。
出版は1892年の11月にベルリンのジムロック社から出版され、現在のタイトルである『幻想曲』と題されているが、なぜ与えられたかは不明である。タイトルは特に意味は持たず、形式にとらわれないという。

## 初演
7曲のうち第1曲から第3曲までは1893年1月30日にウィーンでイグナーツ・ブリュルの独奏で行われ、第6曲は1893年3月15日にロンドンでイローナ・アイベンシュッツの独奏、第7曲は1893年2月18日にウィーンでベルンハルト・シュターフェンハーゲンの独奏によってそれぞれ行われている。なお第4曲と第5曲の初演は不明である。

## 構成
全7曲から構成され、全曲の演奏時間は約24分。ほとんどが3部形式で書かれ、簡素でわかり易く、且つ精巧なものとなっている。
- 第1曲 カプリッチョ（ニ短調,プレスト・エネルジコ）
- 第2曲 間奏曲（イ短調,アンダンテ-ノン・トロッポ・プレスト-アンダンテ）
- 第3曲 カプリッチョ（ト短調,アレグロ・パッショナート-ウン・ポコ・メノ・アレグロ-アレグロ・パッショナート）
- 第4曲 間奏曲（ホ長調,アダージョ）
- 第5曲 間奏曲（ホ短調,アンダンテ・コン・グラツィア・エド・インティミッシモ・センティメント）
- 第6曲 間奏曲（ホ長調,アンダンテ・テネラメンテ）
- 第7曲 カプリッチョ（ニ短調,アレグロ・アジタート）

## 参考資料
- 『最新名曲解説ライブラリー7 ブラームス』（音楽之友社）
- ブラームス:『幻想曲集』（エミール・ギレリス、ドイツ・グラモフォン）のライナーノーツ